# Super Bowl XXXII
Super Bowl XXXII był trzydziestym drugim finałem o mistrzostwo NFL w zawodowym futbolu amerykańskim, rozegranym 25 stycznia 1998 roku, na stadionie Qualcomm Stadium, w San Diego, w stanie Kalifornia.
Mistrz konferencji AFC, drużyna Denver Broncos, pokonał mistrza konferencji NFC, drużynę Green Bay Packers, uzyskując wynik 31-24.
Za faworytów spotkania uważana była drużyna z Green Bay.
Amerykański hymn państwowy przed meczem wykonała piosenkarka Jewel. W przerwie w połowie meczu wystąpili: Boyz II Men, Smokey Robinson, The Temptations oraz The Four Tops.
Tytuł MVP finałów zdobył Terrell Davis, Running back zespołu Broncos.

## Ustawienia początkowe
| Denver          | Pozycja | Pozycja | Green Bay         |
| --------------- | ------- | ------- | ----------------- |
| Ofensywa        |         |         |                   |
| Ed McCaffrey    | WR      | WR      | Robert Brooks     |
| Gary Zimmerman  | LT      | LT      | Ross Verba        |
| Mark Schlereth  | LG      | LG      | Aaron Taylor      |
| Tom Nalen       | C       | C       | Frank Winters     |
| Brian Habib     | RG      | RG      | Adam Timmerman    |
| Tony Jones      | RT      | RT      | Earl Dotson       |
| Shannon Sharpe  | TE      | TE      | Mark Chmura       |
| Rod Smith       | WR      | WR      | Antonio Freeman   |
| John Elway      | QB      | QB      | Brett Favre       |
| Terrell Davis   | RB      | RB      | Dorsey Levens     |
| Howard Griffith | FB      | FB      | William Henderson |
| Defensywa       |         |         |                   |
| Neil Smith      | LDE     | LDE     | Reggie White      |
| Keith Traylor   | LDT     | LDT     | Gilbert Brown     |
| Maa Tanuvasa    | RDT     | RDT     | Santana Dotson    |
| Alfred Williams | RDE     | RDE     | Gabe Wilkins      |
| John Mobley     | LOLB    | LOLB    | Seth Joyner       |
| Allen Aldridge  | MLB     | MLB     | Bernardo Harris   |
| Bill Romanowski | ROLB    | ROLB    | Brian Williams    |
| Ray Crockett    | LCB     | LCB     | Doug Evans        |
| Darrien Gordon  | RCB     | RCB     | Tyrone Williams   |
| Tyrone Braxton  | SS      | SS      | LeRoy Butler      |
| Steve Atwater   | FS      | FS      | Eugene Robinson   |